# 12136 Martinryle
12136 Martinryle là một tiểu hành tinh vành đai chính với chu kỳ quỹ đạo là 1571.1424427 ngày (4.30 năm).
Nó được phát hiện ngày 24 tháng 9 năm 1960.